# Соната для фортепіано № 4 (Прокоф'єв)
Соната для фортепіано №4 С. Прокоф'єва  до мінор, op.29 написана в 1907–1917 роках. Вперше виконана автором 17 квітня 1918 року у Петрограді. Складається з 3-х частин:
1. Allegro molto sostenuto
2. Andante assai
3. Allegro con brio,ma non lyrico